# 上延麻耶
上延 麻耶（うえのべ まや、1979年（昭和54年） - ）は、日本の栄養学者。元名古屋経済大学人間生活科学部准教授。元松本短期大学助教授。
徳島文理大学家政学部卒業。同大学大学院家政学研究科博士後期課程人間生活学専攻修了（学術博士）。

## 経歴
2002年、徳島文理大学家政学部卒業を卒業。2004年、同大学大学院家政学研究科博士前期課程修了。同年に聖カタリナ大学短期大学部健康栄養学科助手に就任。
2007年には徳島文理大学大学院家政学研究科博士後期課程を修了し学術博士を取得する。同年に松本短期大学介護福祉学科助教授に就任。
2011年より名古屋経済大学人間生活科学部の講師となり、2015年に同学部の准教授に就任する。2018年より長野県立大学健康発達学部の講師に就任。

## 論文
- 『認知症対応型共同生活介護(認知症グループホーム)で働く介護福祉士に必要な家政学の内容検討 : 介護福祉士への自記式質問票調査の結果から』（福田明、松本短期大学研究紀要、2012年3月31日）
- 『高齢者施設で働く介護福祉士に必要な家政学に関する研究--住生活分野--介護福祉士養成教育に必要な家政学の内容検討に向けて』（福田明、松本短期大学研究紀要、2011年3月31日）
- 『介護福祉士養成校新入生の調理操作に関する調査』（松本短期大学研究紀要、2011年3月31日）
- 『介護福祉士養成課程学生の食行動に関する実態調査』（松本短期大学研究紀要、2009年3月31日）